# 1933 en dadaïsme et surréalisme
Pour l'année, voir 1933.
 Chronologie de dada et du surréalisme 
- 1929
- 1930
- 1931
- 1932
- 1933
- 1934
- 1935
- 1936
- 1937

Cet article présente les faits marquants de l'année 1933 en dadaïsme et surréalisme.

## Éphémérides

### Janvier
- André Breton est nommé membre du bureau de l' Association des écrivains et artistes révolutionnaires (A.E.A.R.)[1].

### Février
- 28 février
André Breton quitte définitivement l' A.E.A.R.[2].

- Antonin Artaud, Second manifeste du Théâtre de la Cruauté, publié anonymement par Robert Denoël[3].

- Parution du premier numéro de la revue Minotaure (titre de Georges Bataille et André Masson[4]) à l'initiative de l'éditeur suisse Albert Skira[5] :
  - couverture de Pablo Picasso : papiers collés, punaises et crayon[6],
  - Breton Picasso dans son élément avec des photos de Brassaï[5],
  - Salvador Dalí, Interprétation Paranoïaque-critique de l'Image obsédante l'Angélus de Millet, huile sur toile[7]

### Mars
- 12 mars
Antonin Artaud rencontre Anaïs Nin : « Le rêveur-homme, diabolique et innocent, fragile, nerveux, puissant. Dès que nos yeux se rencontrent, je suis plongée dans mon monde imaginaire. Il est véritablement hanté, et il me hante. »[8]

### Avril
- 6 avril
Antonin Artaud prononce une conférence intitulée Le Théâtre et la peste, à la faculté de la Sorbonne devant une salle comble. Anaïs Nin : « Mais alors, d'un manière presque imperceptible, Artaud délaissa le fil que nous suivions et se mit à jouer quelqu'un mourant de la peste […] Pour illustrer sa conférence, il représentait une agonie […] Il avait le visage convulsé d'angoisse, et ses cheveux étaient trempés de sueur. Ses yeux se dilataient, ses muscles se raidissaient, ses doigts luttaient pour garder leur souplesse. Il nous faisait sentir sa gorge sèche et brûlante, la souffrance, la fièvre, le feu de ses entrailles. Il était à la torture. Il hurlait. Il délirait. Il représentait sa propre mort, sa propre crucifixion. Les gens eurent d'abord le souffle coupé. Puis ils commencèrent à rire. Tout le monde riait ! »[9]

- René Crevel, Les Pieds dans le plat, roman[10]

- Robert Desnos, Siramour, publié dans la revue Commerce, texte achevé en 1931[11].

- Vassili Kandinsky est l'hôte d'honneur du Salon des Surindépendants où sont exposées de nombreuses œuvres de surréalistes dont Jean Arp, Victor Brauner, Salvador Dalí, Alberto Giacometti, Valentine Hugo, René Magritte, Joan Miró[12].

### Mai
- 10 mai
Par une lettre publié dans le numéro 5 de la revue Le Surréalisme au service de la révolution, les surréalistes de Prague apportent leur adhésion au mouvement[13].

- 15 mai
Grâce à un apport financier de Paul Eluard, parution des deux derniers numéros de la revue Le Surréalisme au service de la révolution[14].

- 15 mai
Dans le numéro 5 de la revue Le Surréalisme au service de la révolution, parution du Grand verre de Marcel Duchamp, La Mariée mis à nue par ses célibataires, même photographié par Man Ray[15].

- Ferdinand Alquié dénonce « le vent de crétinisation systématique qui souffle d'URSS » dans une lettre publiée dans la revue Le Surréalisme au service de la révolution[16].

### Juin
- 7 juin
Exposition surréaliste : peintures, sculptures, objets et collages à la Galerie Pierre Colle à Paris[17],[18],[19]. Dans son compte-rendu, la revue Cahiers d'Art souligne que si : « les expositions des surréalistes sont généralement tristes. On est accablé d'une certaine morbidesse qui met le spectateur mal à l'aise. Celle qui vient de s'ouvrir [...] est gaie : si elle ne fait pas penser, elle fait du moins rire. »[20]

- Exposition Max Ernst à Londres[21].

### Juillet
- 1er juillet
L'assemblée générale de l' Association des écrivains et artistes révolutionnaires décide l'exclusion définitive d'André Breton : « pour son attitude anti-révolutionnaire. » Par solidarité, d'autres surréalistes démissionnent[22].

- Entrée dans le dictionnaire Larousse du XXe siècle du mot « surréalisme » : « Tendance d'une école née en 1924 et qui prétend, en littérature, ne s'intéresser qu'aux manifestations de la pensée dégagée de toute préoccupation logique, artistique ou morale [...] »[23]

### Août
- 24 août
John Heartfield, Spieglein, Spieglein, photo-collage en couverture de la revue AIZ[24]

- Max Ernst créé les 184 collages d'Une semaine de bonté en trois semaines à Vigoleno (Italie), chez Maria Ruspoli, duchesse de Gramont[25].

### Novembre
- 3 novembre
Antonin Artaud est la voix de Fantômas dans la création radiophonique de Robert Desnos La Grande complainte de Fantômas d'après le roman de Pierre Souvestre et Marcel Allain[26].

- Yves Tanguy présente le peintre Victor Brauner aux surréalistes[22].

### Décembre
- 1er décembre
Prenant la défense de Violette Nozière, jeune femme accusée d'avoir tué son père, les surréalistes, convaincus de l'inceste, publient, à Bruxelles, pour éviter la censure, une plaquette intitulée Violette Nozières[27], aux éditions Nicolas Flamel que dirige E. L. T. Mesens.
Elle comprend des poèmes et des dessins de Hans Arp, Victor Brauner, André Breton, René Char, Salvador Dalí, Paul Eluard, Max Ernst, Alberto Giacometti[28], Maurice Henry, René Magritte, E. L. T. Mesens, Benjamin Péret et Yves Tanguy[29].

- 12 décembre
Salvador Dalí, Beauté terrifiante et comestible de l’architecture Modern’ Style, photo-collage[30].

### Cette année-là
- En Belgique, Achille Chavée fonde le groupe Rupture appelé également Groupe surréaliste du Hainaut.[réf. nécessaire]

- Publication du premier numéro de la revue Phare de Neuilly que dirige Lise Deharme[31].

- À la veille d’une exposition, les œuvres de Jefim Golyscheff sont saisies par les nazis. Seules deux peintures sur deux cents, dont L P’érioum de 1914, ont échappé à la destruction. Il quitte aussitôt l’Allemagne et s’installe à Barcelone[32].

- Au Danemark, fondation du groupe Linien ( La Ligne) par Vilhelm Bjerke-Petersen, Ejler Bille et Richard Mortensen est associant des artistes abstraits-surréalistes[33].

- Première exposition d'Oscar Dominguez à Santa Cruz de Ténérife (Canaries) sous le patronage de la revue Gaceta de arte[34].

- En Angleterre, la revue New Verve, que dirige le poète David Gascoyne est la première à diffuser des traductions de textes des surréalistes français[21].

### Œuvres
- Vicente Aleixandre
  - La Destruction de l'amour, poèmes[35]
- Maxime Alexandre
  - Secrets, poèmes[36]
- Antonin Artaud
  - Second manifeste du Théâtre de la Cruauté[37]
- Balthus
  - La Rue, huile sur toile[38]
- André Breton, préface aux Contes bizarres d'Achim von Arnim illustrés par Valentine Hugo : « De nos jours, le monde sexuel, en dépit des sondages entre tous mémorables que, dans l'époque moderne, y auront opérés Sade et Freud, n'a pas, que je sache, cessé d'opposer à notre volonté de pénétration de l'univers son infracassable noyau de nuit. »[39]
  - Pablo Picasso dans son élément avec des photos de Brassaï
- René Crevel
  - Les Pieds dans le plat, roman[12]
- Salvador Dalí
  - Beauté terrifiante et comestible de l’architecture Modern’ Style[40]
  - Buste de femme rétrospectif, bronze peint et assemblage : porcelaine, encrier, baguette de pain, épis de maïs, bande de papier illustrée d'un zootrope[41]
  - L'Énigme de Guillaume Tell, huile sur toile[42]
  - Interprétation Paranoïaque-critique de l'Image obsédante l'Angélus de Millet, huile sur toile[43]
  - Six apparitions de Lénine sur un piano, huile sur toile[44]
  - La Vieillesse de Guillaume Tell, huile sur toile[45]
- Robert Desnos
  - Siramour[11]
- Oscar Dominguez
  - Le Chasseur, huile sur toile[46]
- Paul Eluard
  - Objet basé sur la perversion des oreilles, objet (présenté lors de l'exposition à la galerie Pierre Colle mais disparu depuis)[47]
- Max Ernst
  - Une semaine de bonté, roman-collage[48]
- Alberto Giacometti
  - Femme égorgée, bronze, patine dorée[49]
  - Le Palais à quatre heures de l'après-midi, sculpture : bois, verre, métal et ficelle[50]
  - Table surréaliste, plâtre[51]
- John Heartfield
  - Spieglein, Spieglein, photo-collage
- Valentine Hugo
  - Portrait d'André Breton, huile sur toile[52]
  - La Vérité tomberait du ciel sous la forme d'un harfang, huile sur toile[53]
- André Kertész
  -  Distorsions, série de 200 photographies de deux femmes ayant été déformées par un miroir de fête foraine[54]
- Frederick J. Kiesler
  - Maison sans fin, maquette[55]
- René Magritte
  - La Clef des champs, huile sur toile[56]
  - La Condition humaine, huile sur toile[57]
  - La Magie noire, huile sur toile[58]
- Vincenc Makovský
  - La Jeune fille à l'enfant, sculpture[59]
- E. L. T. Mesens
  - Alphabet sourd-aveugle, recueil de poèmes préfacé et noté par Paul Eluard[60]
  - Femme complète[61]

- Wolfgang Paalen

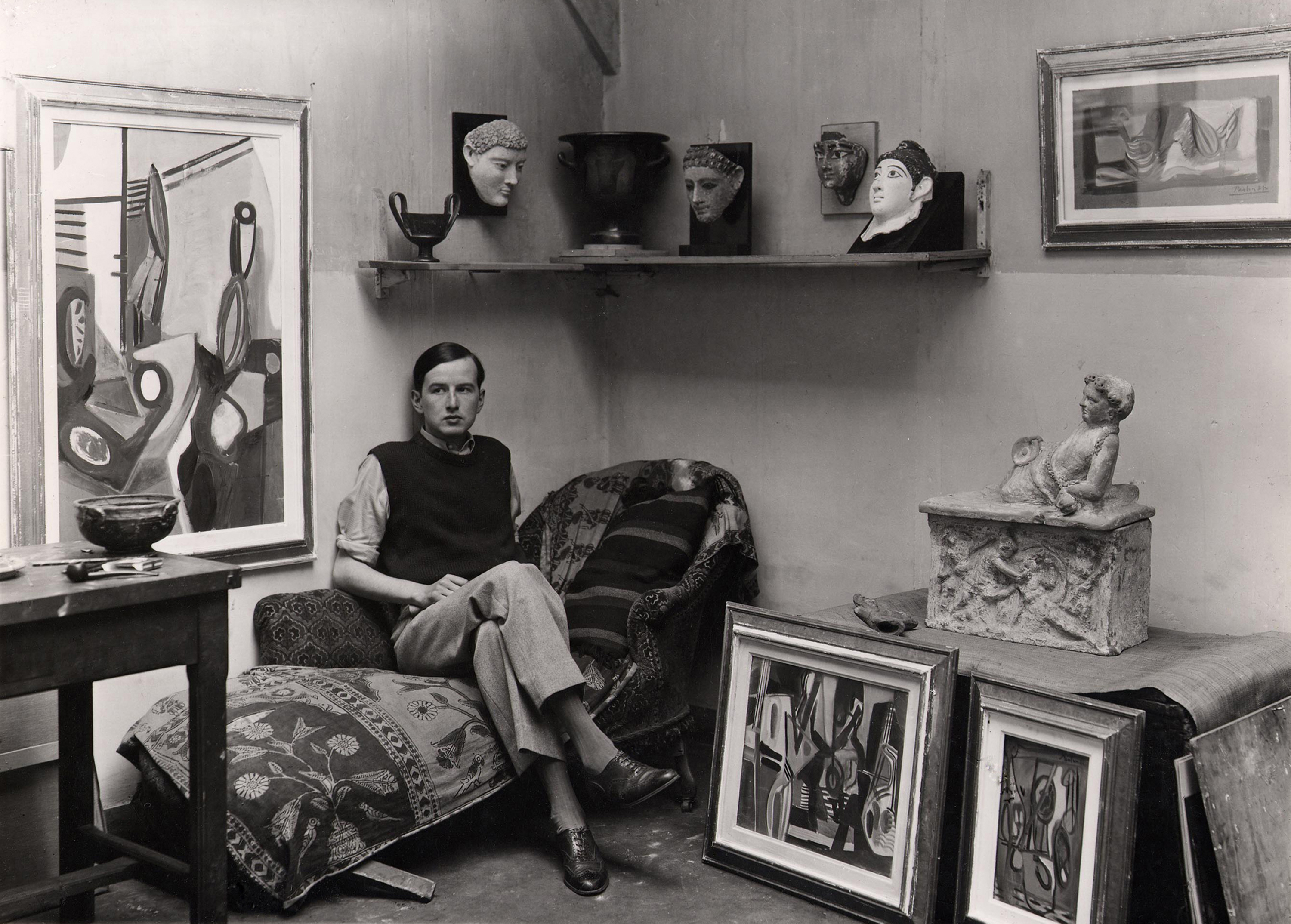
Wolfgang Paalen dans son atelier à Paris

  - Personnages dans une grotte, huile sur toile[62]
- Pablo Picasso
  - Femme nue au minotaure, crayon et encre sur papier[63]
  - Figure au bord de la mer, pastels secs, plume, encre de Chine et fusain sur papier à dessin[64]
- Man Ray
  - Machine à coudre et parapluie, objet[65]
  - Monument à D. A. F. de Sade, épreuve aux sels d'argent et encre, contrecollée sur toile[66]
  - Portrait de Meret Oppenheim (Érotique voilée), photographie[67]
- Max Servais
  - Violette Nozière, collage de photographies[68]
- Yves Tanguy
  - Le Fond de la tour, huile sur toile
  - Obsession de la prophétie, huile sur toile[69]
  - Vie de l’objet, dessin
- Tristan Tzara
  - L'Antitête, recueil de poèmes accompagné, pour les premiers exemplaires, d’une eau-forte de Pablo Picasso[70].
- Œuvre collective
  - Violette Nozières, plaquette comprenant des poèmes et des dessins de Hans Arp, Victor Brauner, André Breton, René Char, Salvador Dalí, Paul Eluard, Max Ernst, Alberto Giacometti[71], Maurice Henry, René Magritte, E. L. T. Mesens, Benjamin Péret et Yves Tanguy[72]